# Comarca de Brasilândia
A Comarca de Brasilândia é uma comarca brasileira localizada no estado de Mato Grosso do Sul, a 400 quilômetros da capital.

## Generalidades
Sendo uma comarca de primeira entrância, tem uma superfície total de 11.948,5 km², o que totaliza aproximadamente 3% da superfície total do estado. A povoação total da comarca é de 19 mil habitantes, aproximadamente 1% do total da povoação estadual, e a densidade de povoação é de 1,5 habitantes por km².
A comarca inclui os municípios de Brasilândia e Santa Rita do Pardo. Limita-se com as comarcas de Bataguassu, Ribas do Rio Pardo, Água Clara e Três Lagoas.
Economicamente possui PIB de R$ 368 106 000,00 e PIB per capita de R$ 19 315,03